# Allothyone longicauda
Allothyone longicauda is een zeekomkommer uit de familie Phyllophoridae.
De wetenschappelijke naam van de soort werd in 1898 gepubliceerd door Hjalmar Östergren.